# طرخشقون شاطئي
طرخشقون شاطئي (الاسم العلمي:Taraxacum litorale) هو نوع من النباتات يتبع جنس الطرخشقون من الفصيلة النجمية.